# برينيانو فراسكاتا
برينيانو فراسكاتا (بالإيطالية: Brignano-Frascata)‏ هي بلدية في مقاطعة ألساندريا في إقليم بييمونتي في إيطاليا.

## السكان
في سنة 1861 بلغ عدد السكان 977 نسمة، وتطور العدد ليصل في سنة 2011 لـ 451 نسمة.
يظهر هذا المخطط البياني تطور النمو السكاني لـ برينيانو فراسكاتا